# 传输门
传输门（英語：Transmission gate）是一种基於CMOS的结构、能双向控制信号的电路。

## 結構

傳輸閘的原理圖。ST為控制端子。

原則上，傳輸閘是由兩個MOSFET（FET）組成的，n通道MOSFET（即）和p通道MOSFET（即）並聯連接，其中一個的汲極連結到另一個的源極。它們的閘極需要透過反相器連在一起，形成控制端子。